# Janet (album)
Janet (thường viết cách điệu thành janet.)  là album phòng thu thứ năm của ca sĩ người Mỹ Janet Jackson, phát hành ngày 18 tháng 5 năm 1993 bởi Virgin Records. Trước khi ra mắt album, Jackson trở thành trung tâm của một cuộc đấu thầu cấp cao giữa những hãng đĩa để ký kết hợp đồng thu âm với cô. Năm 1991, hãng đĩa gốc của nữ ca sĩ A&M Records cố gắng thương lượng để gia hạn hợp đồng, trong khi những hãng đĩa khác như Atlantic, Capitol và Virgin đều muốn chiêu mộ cô. Sau khi gặp nhà sáng lập của Virgin là Richard Branson, nữ ca sĩ ký hợp đồng thu âm trị giá 40 triệu đô la với hãng đĩa, giúp cô trở thành nghệ sĩ âm nhạc được trả thù lao cao nhất thế giới lúc bấy giờ. Tiêu đề của đĩa nhạc, đọc là "Janet, period.", thể hiện mong muốn được tách biệt hình ảnh trước công chúng của Jackson với gia đình cô. Janet là một bản thu âm R&B kết hợp với nhạc pop, hip hop, soul, funk, rock, house, jazz và opera, khác với những âm thanh industrial của những đĩa nhạc trước đó. Nội dung ca từ của album đề cập đến những gần gũi về mặt tình dục, một sự thay đổi đột ngột so với hình ảnh khép kín trước đây của cô.
Sau khi phát hành, Janet đa phần nhận được những phản ứng tích cực từ các nhà phê bình âm nhạc, trong đó họ đánh giá cao chất lượng những sáng tác về quan điểm tình dục của phụ nữ và nhu cầu thực hành tình dục an toàn trong album, mặc dù đĩa nhạc bị coi là ít sáng tạo hơn hai tác phẩm trước Control (1986) và Janet Jackson's Rhythm Nation 1814 (1989). Janet cũng gặt hái những thành công lớn về mặt thương mại, đứng đầu các bảng xếp hạng tại Úc, Canada, New Zealand và Vương quốc Anh, đồng thời lọt vào top 10 ở hầu hết những quốc gia khác, bao gồm vươn đến top 5 ở những thị trường lớn như Hà Lan, Đức, Nhật Bản và Thụy Điển. Album ra mắt ở vị trí số một trên bảng xếp hạng Billboard 200 tại Hoa Kỳ với 350,000 bản, trở thành album quán quân thứ ba của Jackson tại đây. Ngoài ra, đây cũng là đĩa nhạc đầu tiên của một nghệ sĩ nữ trong kỷ nguyên Nielsen SoundScan đứng đầu ngay ở tuần ra mắt, và là album có doanh số tuần đầu lớn nhất trong lịch sử của một nghệ sĩ nữ lúc bấy giờ. Tính đến nay, Janet đã bán được hơn 14 triệu bản trên toàn cầu, trở thành một trong những album của nghệ sĩ nữ bán chạy nhất lịch sử.
Tám đĩa đơn đã được phát hành từ Janet, trong đó sáu đĩa đơn thương mại đều vươn đến top 10 trên bảng xếp hạng Billboard Hot 100, trở thành một trong bảy album hiếm hoi trong lịch sử đạt được thành tích trên. "That's the Way Love Goes" được chọn làm đĩa đơn mở đường và đạt vị trí số một ở nhiều quốc gia, cũng như trở thành đĩa đơn dẫn đầu lâu nhất của Jackson tại Hoa Kỳ và chiến thắng một giải Grammy cho Bài hát R&B xuất sắc nhất. Đĩa đơn thứ ba "Again" được nữ ca sĩ sáng tác cho bộ phim năm 1993 mà cô thủ vai chính Poetic Justice, và sau đó được đề cử giải Quả cầu vàng và Oscar cho Bài hát gốc xuất sắc nhất. Để quảng bá album, Jackson thực hiện chuyến lưu diễn Janet World Tour (1993-95) với 125 đêm diễn và đi qua bốn châu lục. Kể từ khi phát hành, Janet được giới chuyên môn ghi nhận là tác phẩm giúp nâng cao nhận thức về tự do tình dục của phụ nữ, và khẳng định vị thế của Jackson như một biểu tượng quốc tế và biểu tượng sex, đồng thời được Hiệp hội Thu âm Quốc gia và Đại sảnh danh vọng Rock and Roll liệt kê là một trong 200 Album Tuyệt Đỉnh của Mọi Thời Đại.

## Danh sách bài hát
Tất cả các ca khúc được viết bởi và sản xuất bởi Janet Jackson, James Harris III và Terry Lewis, ngoại trừ những ghi chú.
| Janet – Phiên bản tiêu chuẩn | Janet – Phiên bản tiêu chuẩn                                                                          | Janet – Phiên bản tiêu chuẩn |
| STT                          | Nhan đề                                                                                               | Thời lượng                   |
| ---------------------------- | --- | ---------------------------- |
| 1.                           | "Morning"                                                                                             | 0:31                         |
| 2.                           | "That's the Way Love Goes"                                                                            | 4:24                         |
| 3.                           | "You Know..."                                                                                         | 0:12                         |
| 4.                           | "You Want This"                                                                                       | 5:05                         |
| 5.                           | "Be a Good Boy..."                                                                                    | 0:07                         |
| 6.                           | "If"                                                                                                  | 4:31                         |
| 7.                           | "Back"                                                                                                | 0:04                         |
| 8.                           | "This Time"                                                                                           | 6:58                         |
| 9.                           | "Go on Miss Janet"                                                                                    | 0:05                         |
| 10.                          | "Throb"                                                                                               | 4:33                         |
| 11.                          | "What'll I Do" (sáng tác: Jackson, Steve Cropper, Joe Shamwell; sản xuất: Jackson, Jellybean Johnson) | 4:05                         |
| 12.                          | "The Lounge"                                                                                          | 0:15                         |
| 13.                          | "Funky Big Band"                                                                                      | 5:22                         |
| 14.                          | "Racism"                                                                                              | 0:08                         |
| 15.                          | "New Agenda" (sáng tác: Jackson, Harris III, Lewis, Chuck D)                                          | 4:00                         |
| 16.                          | "Love Pt. 2"                                                                                          | 0:11                         |
| 17.                          | "Because of Love"                                                                                     | 4:20                         |
| 18.                          | "Wind"                                                                                                | 0:11                         |
| 19.                          | "Again"                                                                                               | 3:46                         |
| 20.                          | "Another Lover"                                                                                       | 0:11                         |
| 21.                          | "Where Are You Now"                                                                                   | 5:47                         |
| 22.                          | "Hold on Baby"                                                                                        | 0:12                         |
| 23.                          | "The Body That Loves You"                                                                             | 5:32                         |
| 24.                          | "Rain"                                                                                                | 0:18                         |
| 25.                          | "Any Time, Any Place"                                                                                 | 7:08                         |
| 26.                          | "Are You Still Up"                                                                                    | 1:36                         |
| 27.                          | "Sweet Dreams"                                                                                        | 0:14                         |
| 28.                          | "Whoops Now" (bản nhạc ẩn; sáng tác: Jackson)                                                         | 4:59                         |
| Tổng thời lượng:             | Tổng thời lượng:                                                                                      | 75:23                        |

| Janet – Phiên bản giới hạn đặc biệt Oz Tour (đĩa kèm theo) | Janet – Phiên bản giới hạn đặc biệt Oz Tour (đĩa kèm theo) | Janet – Phiên bản giới hạn đặc biệt Oz Tour (đĩa kèm theo) |
| STT                                                        | Nhan đề                                                    | Thời lượng                                                 |
| ---------------------------------------------------------- | ---------------------------------------------------------- | ---------------------------------------------------------- |
| 1.                                                         | "One More Chance" (sáng tác: Randy Jackson)                | 5:57                                                       |
| 2.                                                         | "Again" (Piano/Vocal)                                      | 3:51                                                       |
| 3.                                                         | "And On and On"                                            | 4:52                                                       |
| 4.                                                         | "70's Love Groove"                                         | 5:50                                                       |
| 5.                                                         | "Throb" (David Morales Legendary Club Mix)                 | 9:10                                                       |

| Janet – Phiên bản giới hạn (đĩa kèm theo) | Janet – Phiên bản giới hạn (đĩa kèm theo)                   | Janet – Phiên bản giới hạn (đĩa kèm theo) |
| STT                                       | Nhan đề                                                     | Thời lượng                                |
| ----------------------------------------- | ----------------------------------------------------------- | ----------------------------------------- |
| 1.                                        | "That's the Way Love Goes/If" (Liên khúc Giải MTV năm 1993) | 5:48                                      |
| 2.                                        | "That's the Way Love Goes" (We Aimsta Win Mix)              | 5:41                                      |
| 3.                                        | "Again" (bản tiếng Pháp)                                    | 3:53                                      |
| 4.                                        | "If" (Swing Yo Pants Mix)                                   | 6:20                                      |
| 5.                                        | "One More Chance" (sáng tác: R. Jackson)                    | 5:54                                      |
| 6.                                        | "That's the Way Love Goes" (R&B Mix)                        | 6:19                                      |
| 7.                                        | "If" (Janet's Jeep Mix)                                     | 6:27                                      |
| 8.                                        | "Again" (Piano/Vocal Mix)                                   | 3:48                                      |

| Janet – Phiên bản cao cấp năm 2023 (đĩa kèm theo) | Janet – Phiên bản cao cấp năm 2023 (đĩa kèm theo) | Janet – Phiên bản cao cấp năm 2023 (đĩa kèm theo) |
| STT                                               | Nhan đề                                           | Thời lượng                                        |
| ------------------------------------------------- | ------------------------------------------------- | ------------------------------------------------- |
| 1.                                                | "And On and On"                                   | 4:50                                              |
| 2.                                                | "70's Love Groove"                                | 5:47                                              |
| 3.                                                | "One More Chance" (sáng tác: R. Jackson)          | 5:54                                              |
| 4.                                                | "You Want This" (Remix)                           | 4:47                                              |
| 5.                                                | "Where Are You Now" (Nellee Hooper Mix)           | 5:22                                              |
| 6.                                                | "Because of Love" (Muggs 7" with Bass Intro)      | 3:32                                              |
| 7.                                                | "That's The Way Love Goes" (CJ 7" R&B Mix)        | 4:10                                              |

| Janet – Video tổng hợp năm 1994 | Janet – Video tổng hợp năm 1994                 | Janet – Video tổng hợp năm 1994 | Janet – Video tổng hợp năm 1994 |
| STT                             | Nhan đề                                         | Đạo diễn                        | Thời lượng                      |
| ------------------------------- | ----------------------------------------------- | ------------------------------- | ------------------------------- |
| 1.                              | "That's the Way Love Goes"                      | René Elizondo Jr.               | 3:34                            |
| 2.                              | "If"                                            | Dominic Sena                    | 4:17                            |
| 3.                              | "Again"                                         | Elizondo                        | 1:03                            |
| 4.                              | "Any Time, Any Place"                           | Keir McFarlane                  | 3:31                            |
| 5.                              | "You Want This" (hợp tác với MC Lyte)           | McFarlane                       | 4:38                            |
| 6.                              | "That's the Way Love Goes" (phiên bản one take) | Elizondo                        | 4:14                            |
| 7.                              | "If" (phiên bản nhảy)                           | Sena                            | 6:42                            |
| 8.                              | "Any Time, Any Place" (R. Kelly mix)            | McFarlane                       | 3:21                            |
| 9.                              | "You Want This" (phiên bản có màu)              | McFarlane                       | 3:37                            |

Ghi chú
- "That's the Way Love Goes" có chứa:
  - nhạc mẫu từ "Impeach the President" bởi The Honey Drippers, và "Papa Don't Take No Mess", sáng tác bởi James Brown, Fred Wesley, Charles Bobbit và John Starks và thể hiện bởi James Brown.
  - một phần nội dung từ "Georgy Porgy", thể hiện bởi Toto và sáng tác bởi thành viên David Paich.
- "You Want This" có chứa nhạc mẫu từ:
  - "Love Child", sáng tác bởi R. Dean Taylor, Frank Wilson, Pam Sawyer, Deke Richards và thể hiện bởi Diana Ross & the Supremes.
  - "Jungle Boogie", sáng tác bởi Robert Bell, Ronald Bell, Claydes Smith, Robert Mickens, Donald Boyce, Richard Allen Westfield, Dennis Thomas và George Brown và thể hiện bởi Kool & the Gang.
- "If" có chứa nhạc mẫu từ:
  - "Someday We'll Be Together", sáng tác bởi Johnny Bristol, Harvey Fuqua và Jackey Beavers và thể hiện bởi Diana Ross & the Supremes.
  - "Honky-Tonk Haven", thể hiện bởi John McLaughlin
- "New Agenda" có chứa nhạc mẫu từ:
  - "School Boy Crush", sáng tác bởi Hamish Stuart, Onnie McIntyre, Alan Gorrie, Steve Ferrone, Molly Duncan và Roger Bell và thể hiện bởi Average White Band.
  - "Kool It (Here Comes the Fuzz)", sáng tác bởi Gene Redd, Woodrow Sparrow, Robert Bell, Ronald Bell, Westfield, Mickens, G. Brown, Thomas và Smith, và thể hiện bởi Kool & the Gang.
  - "Superwoman (Where Were You When I Needed You)", written và thể hiện bởi Stevie Wonder.
- "One More Chance" là bản hát lại bài hát cùng tên, sáng tác bởi Randy Jackson và thể hiện bởi the Jacksons.

## Xếp hạng
| Bảng xếp hạng (1993–1995)                      | Vị trí cao nhất |
| ---------------------------------------------- | --------------- |
| Album Úc (ARIA)                                | 1               |
| Album Áo (Ö3 Austria)                          | 7               |
| Album Bỉ (Ultratop)                            | 6               |
| Canada Top Albums/CDs (RPM)                    | 1               |
| Album Hà Lan (Album Top 100)                   | 4               |
| Album Châu Âu (Music & Media)                  | 3               |
| Album Phần Lan (Suomen virallinen albumilista) | 7               |
| Album Pháp (SNEP)                              | 16              |
| Album Đức (Offizielle Top 100)                 | 5               |
| Album Hungaria (MAHASZ)                        | 7               |
| Album Ý (FIMI)                                 | 11              |
| Album Nhật Bản (Oricon)                        | 5               |
| Album New Zealand (RMNZ)                       | 1               |
| Album Na Uy (VG-lista)                         | 11              |
| Album Scotland (OCC)                           | 44              |
| Album Tây Ban Nha (AFYVE)                      | 47              |
| Album Thụy Điển (Sverigetopplistan)            | 5               |
| Album Thụy Sĩ (Schweizer Hitparade)            | 10              |
| Album Anh Quốc (OCC)                           | 1               |
| Album Anh Quốc R&B (OCC)                       | 3               |
| Album Hoa Kỳ Billboard 200                     | 1               |
| Album Hoa Kỳ Top R&B/Hip-Hop (Billboard)       | 1               |

| Bảng xếp hạng (1993)                      | Vị trí |
| ----------------------------------------- | ------ |
| Album Úc (ARIA)                           | 25     |
| Album Canada (RPM)                        | 9      |
| Album Hà Lan (MegaCharts)                 | 53     |
| Album Châu Âu (Music & Media)             | 24     |
| Album Pháp (SNEP)                         | 19     |
| Album Đức (Official German Charts)        | 27     |
| Album Ý (Hit Parade)                      | 63     |
| Album Nhật Bản (Oricon)                   | 73     |
| Album New Zealand (RMNZ)                  | 26     |
| Album Thụy Sĩ (Schweizer Hitparade)       | 31     |
| Album Anh Quốc (OCC)                      | 23     |
| Hoa Kỳ Billboard 200                      | 4      |
| Hoa Kỳ Top R&B/Hip-Hop Albums (Billboard) | 5      |
| Bảng xếp hạng (1994)                      | Vị trí |
| Album Úc (ARIA)                           | 74     |
| Album Canada (RPM)                        | 54     |
| Album Anh Quốc (OCC)                      | 160    |
| Hoa Kỳ Billboard 200                      | 8      |
| Hoa Kỳ Top R&B/Hip-Hop Albums (Billboard) | 15     |
| Bảng xếp hạng (1995)                      | Vị trí |
| Album Úc (ARIA)                           | 80     |
| Album New Zealand (RMNZ)                  | 45     |
| Hoa Kỳ Billboard 200                      | 170    |

| Bảng xếp hạng (1990–1999) | Vị trí |
| ------------------------- | ------ |
| Hoa Kỳ Billboard 200      | 31     |

| Bảng xếp hạng             | Vị trí |
| ------------------------- | ------ |
| Hoa Kỳ Billboard 200      | 119    |
| Hoa Kỳ Billboard 200 (Nữ) | 33     |

## Chứng nhận
| Quốc gia                                                                           | Chứng nhận  | Số đơn vị/doanh số chứng nhận |
| ---------------------------------------------------------------------------------- | ----------- | ----------------------------- |
| Úc (ARIA)                                                                          | 2× Bạch kim | 140.000^                      |
| Bỉ (BEA)                                                                           | Vàng        | 25.000*                       |
| Canada (Music Canada)                                                              | 3× Bạch kim | 300.000^                      |
| Pháp (SNEP)                                                                        | 2× Vàng     | 200.000*                      |
| Đức (BVMI)                                                                         | Vàng        | 250.000^                      |
| Nhật Bản (RIAJ)                                                                    | Bạch kim    | 200.000^                      |
| Hà Lan (NVPI)                                                                      | Vàng        | 50.000^                       |
| New Zealand (RMNZ)                                                                 | Bạch kim    | 15.000^                       |
| Na Uy (IFPI)                                                                       | Vàng        | 25.000*                       |
| Thụy Điển (GLF)                                                                    | Vàng        | 50.000^                       |
| Thụy Sĩ (IFPI)                                                                     | Vàng        | 25.000^                       |
| Anh Quốc (BPI)                                                                     | 2× Bạch kim | 600.000^                      |
| Hoa Kỳ (RIAA)                                                                      | 6× Bạch kim | 7,895,000                     |
| Tổng hợp                                                                           |             |                               |
| Toàn cầu                                                                           | —           | 14,000,000                    |
| * Chứng nhận dựa theo doanh số tiêu thụ. ^ Chứng nhận dựa theo doanh số nhập hàng. |             |                               |

| Quốc gia                                  | Chứng nhận | Số đơn vị/doanh số chứng nhận |
| ----------------------------------------- | ---------- | ----------------------------- |
| Hoa Kỳ (RIAA)                             | Vàng       | 50.000^                       |
| ^ Chứng nhận dựa theo doanh số nhập hàng. |            |                               |